# A Gift from a Flower to a Garden
Albums de Donovan
Mellow Yellow
(1967) Donovan in Concert
(1968)
A Gift from a Flower to a Garden est le cinquième album de Donovan, sorti en décembre 1967 chez Epic Records aux États-Unis, puis le 16 avril 1968 chez Pye Records au Royaume-Uni.
Il s'agit en fait d'un coffret comprenant deux albums : le premier, Wear Your Love Like Heaven, est orienté pop là où le second, For Little Ones, s'adresse (comme son nom l'indique) aux enfants, avec une instrumentation essentiellement acoustique.
Donovan produit lui-même l'essentiel de l'album ; seul le single Wear Your Love Like Heaven / Oh Gosh est produit par Mickie Most.

## Titres
Toutes les chansons sont de Donovan Leitch, sauf Under the Greenwood Tree (composée par Donovan sur des paroles de William Shakespeare).

### Wear Your Love Like Heaven

#### Face 1
1. Wear Your Love Like Heaven – 2:27
2. Mad John's Escape – 2:20
3. Skip-a-Long Sam – 2:26
4. Sun – 3:17
5. There Was a Time – 2:02

#### Face 2
1. Oh Gosh – 1:48
2. Little Boy in Corduroy – 2:34
3. Under the Greenwood Tree – 1:58
4. The Land of Doesn't Have to Be – 2:30
5. Someone Singing – 3:07

### For Little Ones

#### Face 1
1. Song of the Naturalist's Wife – 2:47
2. The Enchanted Gypsy – 3:21
3. Voyage into the Golden Screen – 3:15
4. Isle of Islay – 2:24
5. The Mandolin Man and His Secret – 3:35
6. Lay of the Last Tinker – 1:49

#### Face 2
1. The Tinker and the Crab – 2:55
2. Widow with Shawl (A Portrait) – 3:02
3. The Lullaby of Spring – 3:27
4. The Magpie – 1:31
5. Starfish-on-the-Toast – 2:45
6. Epistle to Derroll – 5:44

## Musiciens
- Donovan : chant, guitare acoustique, harmonica, banjo, sifflements
- Eric Leese : guitare électrique
- Cliff Barton : basse
- Jack Bruce : basse sur Someone Singing
- Ken Baldock : contrebasse
- Keith Webb : batterie
- Mike O'Neil : claviers
- Harold McNair : flûte
- Tony Carr : batterie, cloches, congas, cymbales
- « Candy » John Carr : congas, bongos
- Mike Carr : vibraphone